# L'uomo proibito
L'uomo proibito (Winter Meeting) è un film del 1948 diretto da Bretaigne Windust. La sceneggiatura di Catherine Turney è basata sul romanzo omonimo di Grace Zaring Stone, scritto con lo pseudonimo di Ethel Vance.

## Trama
La disincantata poetessa Susan Grieve, accompagnata dal suo amico Stacy Grant, incontra l'amareggiato eroe navale della Seconda Guerra Mondiale, tenente Slick Novak, in un ristorante di Manhattan dove una cena si terrà in suo onore. Egli è più interessato a Susan che dell'appena conosciuta e giovane Peggy Markham e si offre di accompagnarla a casa alla fine della serata. I due bevono un caffè insieme, nell'appartamento di Susan e hanno modo di conoscersi meglio. Dopo una certa resistenza ella cede al suo fascino quando tenta di baciarla.
Il giorno dopo, Slick ritorna da Susan e lei lo invita spontaneamente a trascorrere il resto della sua licenza con lei alla sua casa di campagna. Durante questa gita i due hanno modo di confidarsi i rispettivi segreti: Susan raccontandogli di suo padre che precipitò nella follia e infine si suicidò per essere stato abbandonato dalla moglie e Slick della madre-assente e del suo desiderio, a lungo coltivato, di diventare prete, nonché del senso di colpa che lo opprime per essere sopravvissuto alla guerra e aver ricevuto tanta ammirazione, mentre altri sono morti in battaglia.
Slick ritorna in città da solo e Susan poi lo incontra casualmente in compagnia di Peggy nel ristorante in cui si erano conosciuti. Il giorno seguente fa visita a Susan nel suo appartamento e suggerisce di provare a fare funzionare il loro rapporto appena sbocciato, ma lei lo esorta a riconsiderare il sacerdozio e ognuno va per la propria strada. Susan, dopo aver appreso che la madre è ricoverata in un ospedale cittadino, la chiama nella speranza di riconciliarsi, avendola evitata per tanti anni considerandola la causa della disgrazia paterna.

## Produzione
Il film fu prodotto dalla Warner Bros.-First National Pictures Inc. (Warner Bros.)

## Distribuzione
Distribuito dalla WB, il film uscì nelle sale cinematografiche USA il 7 aprile 1948. Il 20 dicembre dello stesso anno, venne distribuito anche nel Regno Unito. In Portogallo, come Encontro no Inverno, uscì il 25 agosto 1949 e in Finlandia, come Outo kohtaus, il 21 settembre 1951.